# Diner Dash
Diner Dash és un videojoc de gestió del temps que ha donat peu a una saga i múltiples variants. Desenvolupat per Gamelab i distribuït per PlayFirst, es troba a molts portals de jocs en línia. La protagonista, Flo, és una cambrera que ha de fer créixer el seu restaurant servint els clients la comanda i recollint els plats cada cop més de pressa abans que s'enfadin i abandonin el local. El joc combina la dinàmica puzle amb la rapidesa i l'habilitat dels jocs d'acció.

## Jugabilitat
La jugabilitat consisteix a asseure els clients i guiar Flo al voltant del restaurant per servir als clients. Si es guanyen prou diners després de cada nivell, el jugador progressa al següent. A mesura que avança el joc, Flo actualitza el restaurant en ruïnes amb què comença i construeix tres restaurants més, que ofereixen nous ajustaments.
El jugabilitat es dedica a atendre els clients per tal de recollir tants diners com sigui possible. Flo es pot moure pel restaurant per completar tasques. A mesura que els clients arribin al restaurant, el jugador ha de fer ús de l'arrossega i deixa anar cap a una taula, on se sentin i llegeixin els menús. A continuació, el jugador ha de guiar Flo a la taula per prendre la seva comanda, que cal portar a la trapa del servei. Després que el xef hagi preparat el menjar, Flo ha de lliurar el menjar. Quan els clients acabin de menjar, hauran de donar una propina, moment en què els clients deixen un consell i els seus plats a la taula, sortint del restaurant. Els plats han de ser netejats per Flo abans que el següent grup de clients pugui utilitzar la taula. Cada acció reeixida guanya els punts del jugador, realitzant la mateixa acció diverses vegades seguides que guanya el jugador un bonus de cadena, que es trenca una vegada que es realitza una acció diferent.
Els clients tenen una sèrie de cors sobre el cap que indiquen el seu estat d'ànim. Com més temps el client es veu obligat a esperar, més pèrdues de cor que ell o ella. Cada tipus de client té diferents graus de paciència i hàbits basts. Flo pot realitzar diverses accions, com parlar amb els clients o servir-los de begudes, per reactivar aquests cors. Quan els clients perden tots els seus cors, surten del restaurant, costant els punts del jugador. L'objectiu d'un nivell és guanyar un cert nombre de punts. També hi ha un total de punts experts per aconseguir els jugadors avançats.
El joc té dos modes: Mode de carrera, que segueix la història de Flo i Endless Shift, un mode de supervivència en què el jugador ha de durar el màxim possible en un sol nivell.
A la variació de Cooking Dash, el jugador realment prepara el menjar en comptes de portar l'ordre al xef perquè el pugui preparar.

## Argument
Flo, és una noia que decideix renunciar al seu estressant treball i posar un restaurant, i manejar tot el relacionat amb aquest tipus de negocis, sembla senzill però bastant viciós.
Asseure als clients, prendre les seves ordres, portar-los el seu menjar, cobrar-los i netejar és una cadena d'activitats que has de realitzar en ordre d'aconseguir la meta de cada Nivell, a mesura que avances de nivell la quantitat de clients va augmentant, així com van canviant el tipus de clients que arriben al restaurant.
El truc del joc està a saber que clients atendre primer i en què forma asseure'ls perquè hi hagi una harmonia entre ells, si per alguna raó ets molt lent o no impedeixes que els teus clients es molestin i perdin la seva paciència (en aquest cas representada amb petits cors que es van esgotant), el resultat serà que s'aniran sense pagar-te i comencessis a perdre diners, impedint-te d'aquesta forma aconseguir la meta del nivell.
Aquest joc ha estat intensament promocionat per Yahoo, que deixa jugar un demo de 60 minuts.